# Segle X aC
El segle X aC és un període de la història en què es produeix un desplaçament de poder des de l'Orient Mitjà cap al Mediterrani, on el comerç té un paper fonamental en el desenvolupament tecnològic i cultural dels pobles. Augmenta l'ús del ferro per a crear eines, armes i estris domèstics.

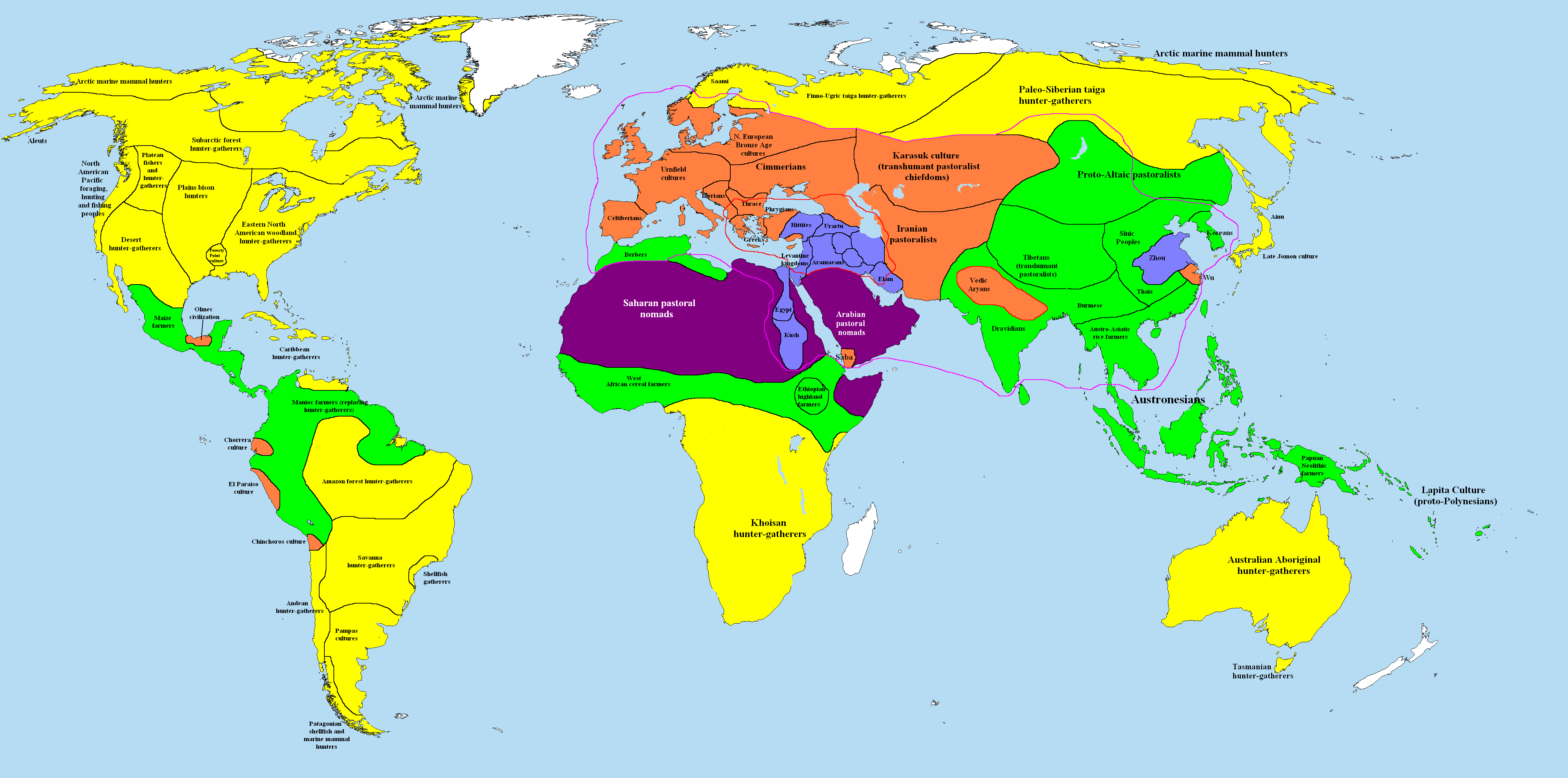
El món en el segle X aC

| pobles caçadors recol·lectors pobles nòmades pastors societats agràries simples societats agrícoles complexes | estats no habitat Àrees de l'edat del ferro Àrees de l'edat del bronze |

## Política
El 922 aC, es va produir la divisió del Regne israelita en dos: els regnes de Judà i Israel. Amb els monarques David i Salomó, el darrer viu una època d'esplendor. Es van fundar dos assentaments de rellevància: el Regne d'Etiòpia (amb Menelik I) i Esparta (per part dels doris). Els fenicis van incrementar el seu poder al mar. Van augmentar les zones poblades del planeta; per exemple, es va produir l'arribada a Plymouth (Anglaterra) o la instal·lació dels guanxes a les Illes Canàries.

## Economia i societat
La societat índia està totalment dominada pels sacerdots, que regeixen els ritus públics i augmenten la divisió social assignant funcions precises a cada estament. Els pictes descendeixen cap a territori francès i ibèric, i produeixen la barreja de cultes celtes i mediterranis, així com eines d'influència septentrional.

## Invencions i descobriments
Els cavalls ja no s'usen simplement per a arrossegar carros, sinó que són usats com a muntures, fet que fa desenvolupar diversos models de sella i accessoris per permetre un millor control de l'animal.

## Art, cultura i pensament
Es va construir el temple de Salomó, lloc de culte fonamental del judaisme, destruït segles després pels babilonis. D'aquesta època, data la primera evidència escrita de l'arameu.
Es creen uns barrets daurats al centre del continent europeu com a emblema per als sacerdots d'algun culte solar perdut. Aquests barrets són força alts (fins a 80 cm) i tenen forma daurada, i se'n repeteix un mateix disseny al llarg d'una vasta zona geogràfica. Alguns d'aquests s'han trobat enterrats, probablement a les tombes dels seus antics propietaris.